# 东方茨歌仙 ～ Wild and Horned Hermit.
《東方茨歌仙 〜 Wild and Horned Hermit.》（とうほういばらかせん）是东方Project在一迅社《Febri》上连载的漫画作品。从2010年7月24日在该刊开始连载，也在同社刊《Comic REX》2011年5 - 6月号和2012年3 - 4月刊发布「（番外篇）」。原作为ZUN，由あずまあや作画。

## 剧情概述
讲述本漫画主角独臂仙人茨木华扇出现在幻想乡，并与灵梦等人所发生的事。剧情偏向明朗轻快。

## 登场人物

### 茨木 華扇
，Ibaraki Kasen
種族：自稱仙人，實際上是鬼
住處：妖怪之山深處內的修道場
能力：引導動物的能力
別名：
-  獨臂有角的仙人（《茨歌仙》）
- 　威脅！聆聽願望的仙人（《深秘錄》）
-  奸佞邪智之鬼（《茨歌仙》）
-  山之仙人（《鬼形獸》）

登場：
- 《茨歌仙》主角
- 《三月精.第三部》第十六、十七話
- 《深秘録》首次可用角色
- 《新香霖堂》第二話
- 《憑依華》可用角色
- 《鬼形獸》結局

主題曲： 華狹間的戰場（《深秘録》）
突然出現在博麗神社，並自稱為仙人的少女。受到魔理沙的邀請下，時常來拜訪博麗神社。
操弄著無數的動物，有著仙人般的談吐舉止，而且相當愛說教。住在妖怪深山裡的修道場，因為修道場周圍瀰漫著迷霧，若沒有個指標是無法靠近的。
在她出現之前，靈夢並不知道幻想鄉內有住仙人（神靈廟再次確定，幻想鄉住了「一堆」仙人）。
據她所言，仙人的修練就是不斷回想過去，但這有可能只是片面。右臂纏滿了繃帶且裡面是中空的。右手能夠徒手捏碎怨靈，因此怨靈害怕她。
登場時除了「茨 華仙」這個名字以外，還另外用括號註記了「茨木 華扇」（いばらき かせん）這個名字。
目前最大的敵人莫過於死神和妖怪，和小町之間的關係不明，但能確定小町不是來取他性命的死神。
故事暗示著華仙的仙人身份是華仙刻意模仿的，似乎為了隱瞞某個事實，隨著劇情的演變，發現華仙有著越來越多鬼族的特徵：帶著鐐銬的手腕、過人的酒量和帶有酒蟲，同時也本能性地怕炒過的大豆。
有專屬的特製酒器茨木的百葯枡（為鬼族四天王的勇儀和萃香也有專屬的酒器），雖然使用那個酒器可以治百病酸痛，但是使用後本身就會導致體質逐漸轉為鬼族，但華仙卻沒有任何影響。
和身為鬼族四天王的勇儀和萃香皆熟識，有暗示她拜託勇儀把酒的品質用勇儀的酒器星熊杯來提升以帶去宴會中，不知為何躲著萃香，從萃香的語氣中也表示她和華仙熟識。
後來在博麗神社舉辦的酉之祭時與萃香正式碰面，從對話暗示出華仙接近神社的意圖可能是要藉此逃出結界以跑到外界尋找失去的右手。
名字來自於酒吞童子的手下茨木童子，右手臂被切斷來自於源賴光砍斷茨木童子的傳說（但結局是茨木童子偷回他的手臂）故事中華仙的手臂也確實被切斷了。
酒吞童子、星熊童子、茨木童子都是日本鬼怪歷史有明確記載的惡鬼，酒吞暗指的是萃香，星熊暗指是勇儀，若按此猜測茨木暗指的是華仙，那華仙可能同為四天王之一。
在32話中，被二岩貒藏間接指出鬼的身份(但靈夢沒有發現)。

### 茨木華扇之臂
，Ibaraki Douji's Arm
別名：斷善修惡的怪臂
茨木童子之臂，由茨木華扇的右臂所化。困着茨木華扇的邪氣。

## 各话列表
| 话数        | 日文标题    | 中文标题                   |
| Febri的连载 | Febri的连载 | Febri的连载                |
| ----------- | ----------- | -------------------------- |
| 1           |             | 独臂有角的仙人             |
| 2           |             | 被故意捨棄的技術與地獄     |
| 3           |             | 罪人的金矿床               |
| 4           | [ 4 ]       | 信仰的人工湖               |
| 5           |             | 仙人的本分                 |
| 6           |             | 雷的隱而不現之毒           |
| 7           |             | 真正的福神                 |
| 8           |             | 狐狸的奸計                 |
| 9           |             | 新旧的妖怪                 |
| 10          |             | 帚木的新天地               |
| 11          |             | 运松庵的太公望             |
| 12          |             | 地獄的迎接使者             |
| 13          |             | 拋棄河川的河童             |
| 14          |             | 被人喜愛的妖怪             |
| 15          |             | 看得見的御神體             |
| 16          |             | 鬼的酒器                   |
| 17          |             | 梅雨的奇石                 |
| 18          |             | 身為宗教家的仙人           |
| 19          |             | 大有來歷的酒               |
| 20          |             | 徹底錯誤的酉之市           |
| 21          |             | 鬼在外、腹在内             |
| 22          |             | 怪鱼万岁乐                 |
| 23          |             | 誤入歧途的巫女             |
| 24          |             | 有足之雷                   |
| 25          |             | 渾圓球之牢                 |
| 26          |             | 卑下的怪異                 |
| 27          |             | 刺向妖怪的針               |
| 28          |             | 櫻花樹的地底下屍體亦不長眠 |
| 29          |             | 深秘世界之夢               |
| 30          |             | 唯神可觸的靈力             |
| 31          |             | 誰為兔子提供生路           |
| 32          |             | 狸貓爭地秘密戰             |
| 33          |             | 在腳邊蔓延開的西洋惡魔     |
| 34          |             | 瀰漫腦內的未確認迷霧       |
| 35          |             | 茨華仙所堅信之路           |
| 36          |             | 天高氣爽神社興旺之秋       |
| 37          |             | 帶來閃光的是雪之神嗎       |
| 38          |             | 作為聖地的神社             |
| 39          |             | 因為妖怪之山在那裡         |
| 40          |             | 在幻想鄉蔓延的奇怪天氣     |
| 41          |             | 天賜的涼氣                 |
| 42          |             | 將四季一舉奪回             |
| 43          |             | 博麗神社富不起來           |
| 44          |             | 超越壽命的另一種手段       |
| 45          |             | 最差和最棒的宴會           |
| 46          |             | 超越死亡，與彷徨的生靈     |
| 47          |             | 幸災樂禍的理想鄉           |
| 48          |             | 迷者不問的暗黑鄉           |
| 49前        |             | 斷善修惡的怪臂（前篇）     |
| 49後        |             | 斷善修惡的怪臂（後篇）     |
| 50          |             | 有角独臂的仙人             |
| 後日談      |             | 櫻花飄零紅葉忘卻           |

## 出版書籍
| 冊數 | 收录话数                    | 一迅社         | 一迅社                           | 東立出版社     | 東立出版社             |
| 冊數 | 收录话数                    | 發售日期       | ISBN                             | 發售日期       | ISBN                   |
| ---- | --------------------------- | -------------- | -------------------------------- | -------------- | ---------------------- |
| 1    | 《Febri》连载的第1～5话     | 2011年6月27日  | ISBN 978-4-7580-1222-5           | 2012年9月3日   | ISBN 978-986-317-626-8 |
| 2    | 《Febri》连载的第6～10话    | 2012年3月27日  | ISBN 978-4-7580-1262-1           | 2013年9月26日  | ISBN 978-9-8631-7747-0 |
| 3    | 《Febri》連載的第11～15话   | 2013年7月27日  | ISBN 978-4-7580-1317-8（通常版） | 2014年4月17日  | ISBN 978-986-337-035-2 |
| 3    | 《Febri》連載的第11～15话   | 2013年7月27日  | ISBN 978-4-7580-1318-5（特裝版） | 2014年4月17日  | ISBN 978-986-337-035-2 |
| 4    | 《Febri》連載的第16～20话   | 2014年5月27日  | ISBN 978-4-7580-1374-1           | 2015年10月7日  | ISBN 978-986-365-028-7 |
| 5    | 《Febri》連載的第21～25话   | 2014年12月27日 | ISBN 978-4-7580-1419-9           | 2017年12月11日 | ISBN 978-986-382-460-2 |
| 6    | 《Febri》連載的第26～30话   | 2016年1月27日  | ISBN 978-4-7580-1484-7           | 2019年5月23日  | ISBN 978-986-462-915-2 |
| 7    | 《Febri》連載的第31～35话   | 2016年12月27日 | ISBN 978-4-7580-1534-9           | 2020年2月13日  | ISBN 978-986-482-847-0 |
| 8    | 《Febri》連載的第36～40话   | 2017年8月26日  | ISBN 978-4-7580-1573-8           | 2020年3月27日  | ISBN 978-986-486-974-9 |
| 9    | 《Febri》連載的第41～45话   | 2018年7月27日  | ISBN 978-4-7580-1610-0           | 2021年10月21日 | ISBN 978-957-26-1711-3 |
| 10   | 《Febri》連載的第46～最終話 | 2019年9月27日  | ISBN 978-4-7580-1662-9（通常版） | 2022年3月11日  | ISBN 978-957-26-4583-3 |
| 10   | 《Febri》連載的第46～最終話 | 2019年9月27日  | ISBN 978-4-7580-1663-6（特裝版） | 2022年3月11日  | ISBN 978-957-26-4583-3 |

註：
- 日文單行本由一迅社發行，繁體中文譯本由東立出版社發行
- 《Comic REX》收录的番外篇未收入单行本